# گبریل اگبونلاهور
گبریل ایموئتینیان اگبونلاهور (انگلیسی: Gabriel Imuetinyan Agbonlahor؛ زادهٔ ۱۳ اکتبر ۱۹۸۶) بازیکن فوتبال پیشین اهل انگلستان است که به عنوان مهاجم بازی می‌کرد.
از باشگاه‌هایی که در آن بازی کرده‌است می‌توان به استون ویلا، واتفورد و شفیلد ونزدی اشاره کرد.

## افتخارات
استون ویلا
- جام حذفی فوتبال انگلستان نایب قهرمان: ۱۵–۲۰۱۴
- جام اتحادیه باشگاه‌های انگلستان نایب قهرمان: ۱۰–۲۰۰۹[۴]